# اوهورو کنیاتا
اوهورو مویگای کنیاتا (به انگلیسی: Uhuru Muigai Kenyatta) (زاده ۲۶ اکتبر ۱۹۶۱) سیاستمدار اهل کنیا است که به‌عنوان چهارمین رئیس‌جمهور کنیا از سال ۲۰۱۳ تا ۲۰۲۲ خدمت کرده است.او به‌عنوان جوان‌ترین رئیس‌جمهور تاریخ این کشور و نخستین فردی است که دادگاه لاهه او را متهم کرده و رئیس‌جمهور شده‌است. او پیش از این در دولت کنیا به عنوان وزیر دولت محلی از سال ۲۰۰۱ تا ۲۰۰۲ بود. او رهبر اپوزیسیون رسمی از سال ۲۰۰۲ تا ۲۰۰۷ بود و پس از آن معاون نخست‌وزیر کنیا (رایلا اودینگا) بین سال‌های ۲۰۰۸ تا ۲۰۱۳ بود. کنیاتا همچنین رئیس اتحادیه ملی آفریقا کنیا (KANU) بود.
وی پسر جومو کنیاتا، نخستین رئیس‌جمهور این کشور است.
کنیاتا در انتخابات ریاست‌جمهوری کنیا سال ۲۰۱۳، با کسب ۵۰٫۰۳ درصد آرا و با به دست آوردن برتری اندکی نسبت به رایلا اودینگا نخست‌وزیر وقت کنیا، پیروز شد. در سال ۲۰۱۷ وی با کسب ۵۴ درصد آرای مردمی مجدداً در انتخابات ریاست جمهوری به پیروزی رسید و برای بار دیگر به ریاست جمهوری انتخاب شد.

## جومو کنیاتا
اوهورو کنیاتا پسر جومو کنیاتا است. جومو کنیاتا اولین رئیس جمهور کنیا پس از استقلال این کشور در سال ۱۹۶۴ است.
جومو پس از تحمل هفت سال زندان با فشار سوسیالیستها بر انگلستان در ۱۹ اوت ۱۹۶۱ آزاد شد. اتحادیه ملی کنیا به رهبری جومو کنیاتا، بلافاصله پس از استقلال کنیا در ۱۲ دسامبر ۱۹۶۳، دولت را تشکیل دادند و یک سال بعد جومو کنیاتا اولین رئیس جمهور کنیا شد اما با مرگ کنیاتا در سال ۱۹۷۸، دنیل آراپ موی رئیس جمهور شد.

## انتخابات ریاست جمهوری ۲۰۰۷ کنیا
پس از شکست اودینگا و ناآرامی‌های پس از انتخابات سال ۲۰۰۷ میان طرفداران رایلا اودینگا و موای کیباکی دو نامزد پست ریاست جمهوری در کنیا، هزار نفر کشته و هزاران فرد دیگر به خاطر شدت درگیری‌ها مجبور به ترک خانه‌های خود شدند. اودینگا مدعی بود که کیباکی آراء وی را دزدیده‌است.
دادگاه بین‌المللی لاهه، اوهورو کنیاتا را متهم به جنایت علیه بشریت در جریان درگیری‌های پس از انتخابات سال ۲۰۰۷ کرده‌است و قرار بود وی را در ژوئیه ۲۰۱۳ در لاهه محاکمه کند.

## انتخابات ریاست جمهوری ۲۰۱۷
انتخابات ریاست جمهوری ۲۰۱۷ کنیا جمعه شب ۱۱ اوت با پیروزی اوهورو کنیاتا برای دومین دور پیاپی به پایان رسید. وی با ۵۴٫۲۷ صدم درصد آراء برای رئیس جمهور فعلی کنیاتا در مقابل ۴۴٫۷۴ صدم درصد آراء برای رقیبش رایلا اودینگا توسط کمیسیون انتخابات کنیا اعلام شد. این در حالی است که پیش از این رقبای کنیاتا بر تقلب و دستکاری آراء انگشت گذاشته بودند، با اعلام نتایج خشم مخالفان به اوج رسیده و خشونتهایی و درگیریهایی را دربرداشت که باعث مرگ چهار نفر شده‌است. کمیسیون انتخابات کنیا ادعای مخالفان را نادرست خوانده و بر منصفانه و آزادانه بودن انتخابات صحه گذاشته‌است. رایلا اودینگا این انتخابات را مهندسی شده توصیف کرد و درصدد پیگیری آن از طریق مراجع قضایی می‌باشد، وی به این شکل این شمارش آرا را به رسمیت نمی‌شناسد.